# Raymund Swertz

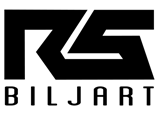
Logo seiner Firma

Raymund Swertz (* 4. September 1988 in Afferden, Niederlande)  ist ein niederländischer Karambolagespieler, er gilt als Allrounder, sowohl in den klassischen Disziplinen Freie Partie, Cadre und Einband, als auch im Dreiband. Swertz führt seine eigene Firma (RS Biljart) für Billardbedarf und gibt Billardunterricht.

## Biografie
Nach dem Studium am „Johan Cruijff College“ in Nijmegen fand er eine Teilzeitstelle bei „Linsen Parts“ in Heijen. Sie boten ihm die Möglichkeit, Billard und Arbeit zu kombinieren. Neben Billard spielt er zum physischen Ausgleich auch Tennis.
Swertz begann im Alter von zehn Jahren mit dem Billardspiel. In seiner Heimatstadt Afferden spielte er mit seinem Vater, bis ihm Hans Toonen  Unterricht gab. Nachdem er einige Saisons bei Jugendwettbewerben im Bezirk gespielt hatte, startete er beim B-Jugendwettbewerb in Boxmeer. In seiner ersten Spielzeit hat er mit 12 Jahren seinen ersten Bundesjugendtitel in der 4. Klasse in der Freien Partie am Turnierbillard gewonnen. Dieser Titelgewinn spornte ihn an, mehr zu trainieren und besser zu werden. Dies hat zu einem besseren Generaldurchschnitt (GD) geführt und dadurch zum Aufstieg in den verschiedenen Jugendklassen. Während seiner Jugend spielte er fünf Jahre lang beim nationalen A-Juniorenwettbewerb. Swertz erhielt an seinem 14. Geburtstag eine Schulung von René van Hinthum. Während dieser Schulungszeit stieg er in die höchste Klasse der Junioren auf.
Im Alter von 16 Jahren beförderte ihn der Koninklijke Nederlandse Biljartbond (KNBB) unter der Leitung vom Verbandstrainer Johan Claessen zum Spiel am Matchbillard. Unter seiner Anleitung gewann er mit den Junioren viele nationale Titel und wurde dreimal Europameister in der Freien Partie und im Cadre 47/2. Im Alter von 17 Jahren wurde Swertz Spieler der 1. Liga.
Im Herbst 2016 gründete Swerts seine Firma für Billardbedarf (RS Biljart), in der er auch Unterrichtsstunden und Vorführungen anbietet.

## Erfolge
International
- Cadre-47/2-Europameisterschaft:  2013, 2024  2017  2019
- Cadre-71/2-Europameisterschaft:  2013, 2015, 2019, 2024
- Einband-Europameisterschaft:  2017
- Zweikampf-Europameisterschaft der Junioren (U21) in der Freien Partie/Cadre 47/2:  2007, 2008, 2009  2005   2005, 2010
- Europameisterschaften der Jugend (U16) in der Freien Partie/Cadre 47/2:  2005

National
- Fünfkampf-Meisterschaften:  2018
- Freie-Partie-Meisterschaft:  2011, 2013  2014  2011, 2015
- Cadre-47/2-Meisterschaft:  2012, 2015, 2016, 2019  2014, 2017  2013
- Cadre-71/2-Meisterschaft:  2012, 2016, 2018  2013, 2014  2011 (2 ×)
- Einband-Meisterschaft:  2017  2012, 2015, 2016
- Fünfkampf-Meisterschaft:  2011, 2012
- Team-Meisterschaft:  2010
- Buffalo League Play Offs:  2018
- Grand Dutch:   2014  2016
- Grand Prix:  2019
- Pokalfinale:  2014, 2019  2018

Quellen: 